# Orto-Saj
Orto-Saj (kirg. i ros.: Орто-Сай) – wieś w Kirgistanie w obrębie miasta wydzielonego Biszkek wchodząca w skład rejonu Lenin. W 2009 roku liczyła 4111 mieszkańców (z czego 49,5% stanowili mężczyźni) i obejmowało 823 gospodarstwa domowe.